# Ливери
Лѝвери (на италиански: Liveri) е село и община в Южна Италия, провинция Неапол, регион Кампания. Разположено е на 90 m надморска височина. Населението на общината е 1669 души (към 2010 г.).